# Polovragi
Polovragi est une commune roumaine située dans le județ de Gorj.